# Френчман (река)
Френчман (енгл. Frenchman River или Frenchman Creek) је река која протиче кроз крајњи југозападни део канадске провинције Саскачеван и северни део америчке савезне државе Монтана. 
Извире у брежуљкастом подручју Сајпрес Хилс на 975 метара надморске висине у Канади. Источно од варошице Истенд скреће ка југоистоку. Централни и доњи део тока одликује се бројним меандрима, што је нарочито видљиво након изласка са територије националног парка Грасландс. Улива се у реку Милк (притока реке Мисури) северно од насеља Сако у округу Филипс у Монтани. Надморска висина ушћа је на 660 метара, тако да је укупан пад око 315 метара. Укупна дужина тока од извора до ушћа је 341 км. 